# リュシアン・オーベイ
リュシアン・ヤン・シェリル・オーベイ（Lucien Yann Sherril Aubey, 1984年5月24日 - ）は、旧コンゴ人民共和国・ブラザヴィル出身の元同国（コンゴ共和国）代表サッカー選手。ポジションはディフェンダーだった。

## クラブ経歴
コンゴ共和国のブラザヴィルに生まれた。2001年にトゥールーズFCに加入し、8シーズンを過ごすと、2007年7月5日にフリーでRCランスへと移籍した。
2008年1月18日、シーズン終了までの契約でプレミアリーグのポーツマスFCにレンタル移籍した。しかし、リーグ戦に数試合出場したのみに終わり、買い取りオプションは行使されなかった。
2008年8月5日、スタッド・レンヌと3年契約を結んだ。2008-09シーズン終了後、契約を打ち切ってトルコのスィヴァススポルに加入し、2011年6月までの契約を交わした。
スィヴァススポル退団後はフランスに帰国し、スタッド・レンヌを経てキプロスのオリンピアコス・ニコシアへ移籍して現役を引退した。

## 代表歴
オーベイは、U-21フランス代表としてUEFA U-21欧州選手権2006に参加した。2009年8月12日にはコンゴ共和国代表としてモロッコ代表との親善試合に出場し、初キャップを記録した。

## タイトル
- トゥールーズ

リーグ・ドゥ 2002-03